# 쿠조 (소설)
쿠조(Cujo)는 1981년 미국 작가 스티븐 킹이 쓴 미친 세인트 버나드에 관한 공포 소설이다. 이 소설은 1982년 영국 판타지상을 수상했고, 1983년 영화 쿠조 (영화)로 제작됐다.

## 배경
쿠조의 이름은 패티 허스트의 납치와 공생 해방군(Symbionese Liberation Army)에 대한 세뇌를 주도한 사람 중 한 명인 윌리 울프(Willie Wolfe)의 가명에서 따왔다. 스티븐 킹은 온 라이팅(On Writing)에서 쿠조에 대해 이야기하면서 "글을 쓴 것을 거의 기억하지 못하는" 소설이라고 언급했다. 킹은 알코올 중독과의 싸움이 절정에 달했을 때 이 책을 썼다. 킹은 계속해서 책이 마음에 들며 페이지에 올릴 때 좋은 부분을 즐겼던 것을 기억할 수 있기를 바랐다.
킹에 따르면 이 소설은 부분적으로 1977년 봄에 정비사를 방문했던 일에서 영감을 받았다고 한다. 2006년 더 파리스 리뷰(The Paris Review)와의 인터뷰에서 킹은 오토바이 문제로 인해 어떻게 메인주 브리지턴(Bridgton) 북쪽 외곽에 있는 자동차 상점을 방문하게 되었는지 설명한다. 그는 가게에 도착했을 때 오토바이가 죽었다고 주장했고, 잠시 후 세인트 버나드가 차고에서 나타나 그에게 으르렁거리고 결국 그의 손을 향해 돌진했다. 기계공은 렌치로 개의 뒷부분을 쳐서 개가 킹을 해치는 것을 막았지만, 킹은 여전히 그 만남에 놀랐다. 이 사건과 메인주 포틀랜드 신문에 실린 세인트 버나드에 의해 살해된 어린 아이에 관한 기사는 소설에 영감을 주었다. 킹은 또한 당시 기능 장애가 있는 포드 핀토를 소유하고 있었는데, 이는 소설의 주인공인 도나 트렌튼(Donna Trenton)이 자동차 차고로 운전하여 미친 쿠조를 만나는 것과 동일한 자동차 모델이다.